# Medora (Dakota del Nord)
Medora és una població dels Estats Units a l'estat de Dakota del Nord. Segons el cens del 2000 tenia 100 habitants.

## Demografia
Segons el cens del 2000, Medora tenia 100 habitants, 51 habitatges, i 23 famílies. La densitat de població era de 104,4 hab./km².
Dels 51 habitatges en un 21,6% hi vivien nens de menys de 18 anys, en un 31,4% hi vivien parelles casades, en un 11,8% dones solteres, i en un 54,9% no eren unitats familiars. En el 51% dels habitatges hi vivien persones soles l'11,8% de les quals corresponia a persones de 65 anys o més que vivien soles. El nombre mitjà de persones vivint en cada habitatge era d'1,96 i el nombre mitjà de persones que vivien en cada família era de 3.
Per edats la població es repartia de la següent manera: un 26% tenia menys de 18 anys, un 4% entre 18 i 24, un 29% entre 25 i 44, un 26% de 45 a 60 i un 15% 65 anys o més.
L'edat mediana era de 41 anys. Per cada 100 dones de 18 o més anys hi havia 94,7 homes.
La renda mediana per habitatge era de 31.563 $ i la renda mediana per família de 61.250 $. Els homes tenien una renda mediana de 26.042 $ mentre que les dones 21.094 $. La renda per capita de la població era de 23.399 $. Cap de les famílies i el 4,8% de la població estaven per davall del llindar de pobresa.

## Poblacions més properes
El següent diagrama mostra les poblacions més properes.